# Sinacaban
Sinacaban es un municipio filipino de quinta categoría, situado al norte de la isla de Mindanao. Forma parte de la provincia de Misamis Occidental situada en la Región Administrativa de Mindanao del Norte en cebuano Amihanang Mindanaw, también denominada Región X. 
Para las elecciones está encuadrado en el Segundo Distrito Electoral.

## Barrios
El municipio de Sinacaban se divide, a los efectos administrativos, en 17 barangayes o barrios, conforme a la siguiente relación:
| - Bliss Project - Cagay-anón - Camanse - Colupán Alto - Colupán Bajo | - Dinas - Estrella - Katipunan - Libertad Alto | - Libertad Bajo - Población - San Isidro Alto - San Isidro Bajo | - San Vicente - Señor - Sinonoc - San Lorenzo Ruiz (Sungán) - Tipan |  |

## Historia

### Influencia española
La provincia de Misamis, creada en 1818, formaba parte de la Capitanía General de Filipinas (1520-1898). Estaba dividida en cuatro partidos.
El Partido de Misamis comprendía los fuertes de Misamis y de Iligán además de Luculán e Initao.

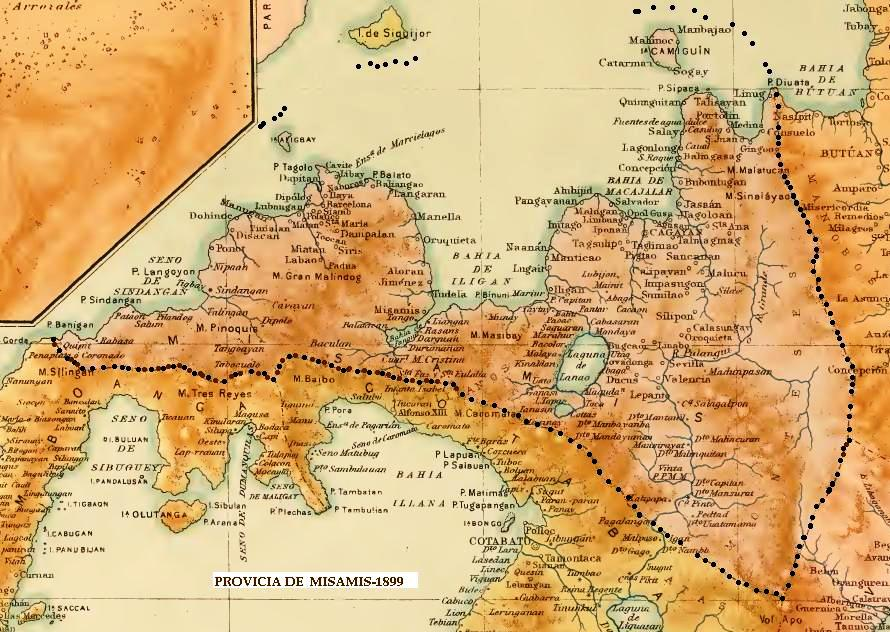
El Distrito 2º de Misamis en 1899.

A principios del siglo XX la isla de Mindanao se hallaba dividida en siete distritos o provincias, uno de los cuales era el Distrito 2º de Misamis, su capital era la villa de Cagayán de Misamis y del mismo dependía la comandancia de Dapitan.

### Independencia
El 30 de agosto de 1949 fue creado este municipio formado por los barrios de Sinacaban, sede del consistorio, Sinonoc, Libertad, parte sur del barrio de Macabayao, y los sitios de Tipan, Katipunan, Estrella, Flores, Senior, Adorable, San Isidro, Cagayanon, Kamanse, Kulupan y Libertad Alto, todos hasta ahora pertenecientes al municipio de Jiménez.
El  8 de febrero de  1982 fue creado el municipio de Don Mariano Marcos al que se incorporav el barrio de Napangan de Sinacaban. El ayuntamiento se sitúa en el barrio de Tuno.